# Catalogue of Southern Peculiar Galaxies and Associations

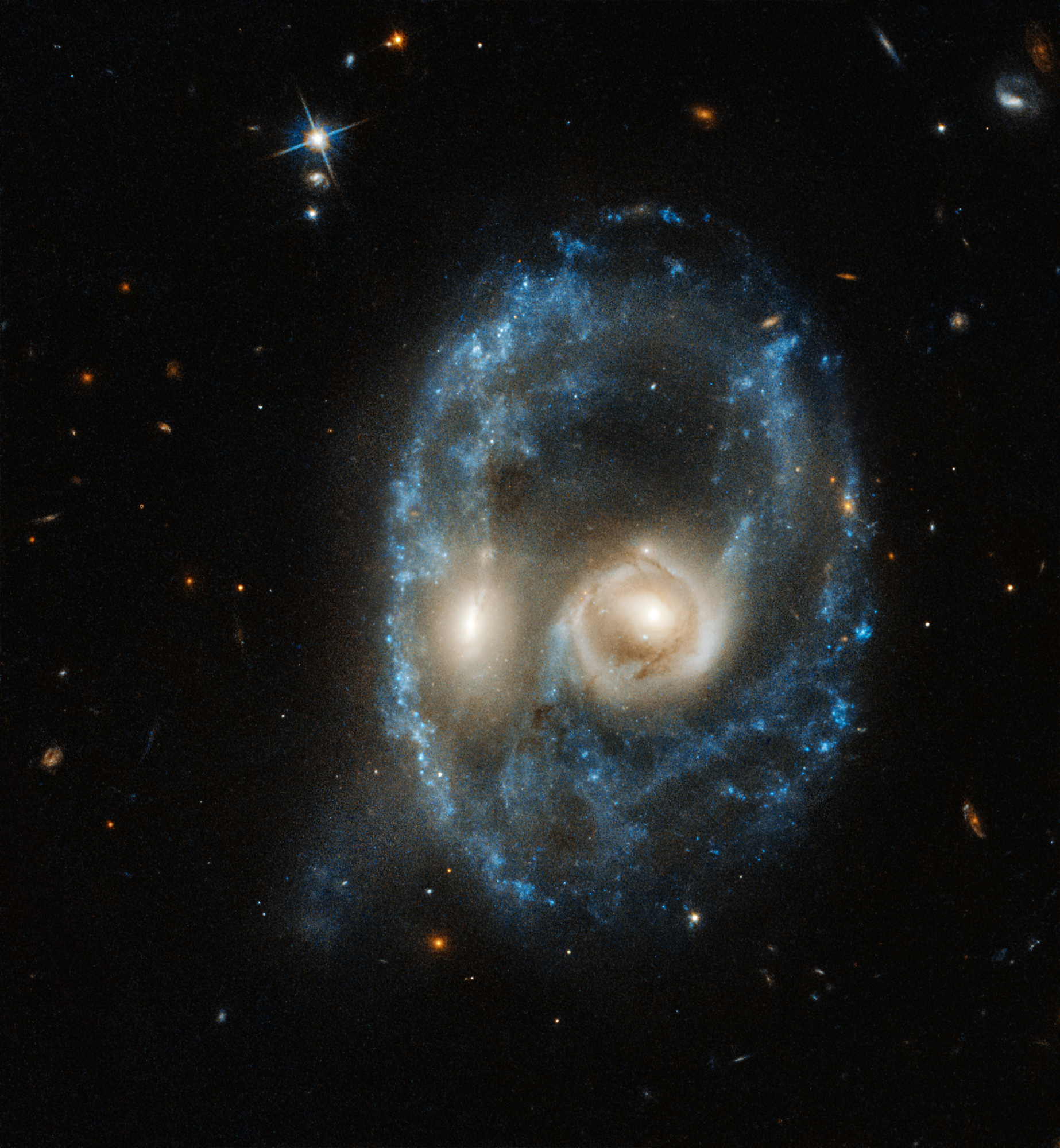
AM 2026-424, un système de galaxies en interaction imagé par le télescope spatial Hubble.

L'ouvrage A catalogue of southern peculiar galaxies and associations, aussi connu sous le nom de catalogue Arp-Madore, est un catalogue d'objets célestes publié en 1987 par l'astronome américain Halton C. Arp et Barry F. Madore. 
Il se compose de deux volumes, le premier étant une description générale de l'ouvrage et le second une liste des objets célestes qu'il contient, notés AM. Ce dernier volume contient 25 chapitres décrivant les multiples formes que peuvent prendre une galaxie ou des groupes de galaxies, ainsi que de nombreuses photographies.
Les objets célestes décrits dans le catalogue Arp-Madore sont principalement des galaxies, dont certaines observées à différents stades d'interaction gravitationnelle ou de fusion galactique. Le catalogue décrit des objets visibles uniquement depuis l'hémisphère sud, là où l'atlas Arp (Atlas of Peculiar Galaxies) décrit des objets similaires visibles depuis l'hémisphère nord.
Outre des galaxies, le catalogue Arp-Madore renferme aussi d'autres types objets célestes du ciel profond, comme des nébuleuses planétaires par exemple.

## Liste d'objets du catalogue Arp-Madore
Le tableau ci-dessous présente une liste non-exhaustive de galaxies et autres objets célestes répertoriés par Halton Arp et Barry F. Madore.
| Image | N° dans le catalogue | Autre(s) désignation(s)              | Constellation  | Notes |
| ----- | -------------------- | ------------------------------------ | -------------- | --- |
|       | AM 0035-335          | Galaxie de la Roue de chariot        | Sculpteur      | Une galaxie lenticulaire à anneau dont la forme résulte probablement d'une collision galactique.              |
|       | AM 0050-312          | NGC 289                              | Sculpteur      | Une galaxie spirale aux vastes bras spiraux.                                                                  |
|       | AM 0222-250          | NGC 922                              | Fourneau       | Une galaxie spirale à la morphologie perturbée, probablement à la suite d'une collision galactique.           |
|       | AM 0353-094 (AM 1)   |                                      | Horloge        | Un amas globulaire.                                                                                           |
|       | AM 0608-333          |                                      | Colombe        | Une paire de galaxies en interaction.                                                                         |
|       | AM 0644-741          | Anneau de Lindsay-Shapley            | Poisson volant | Une galaxie en forme d'anneau.                                                                                |
|       | AM 0736-692          | NGC 2442                             | Poisson volant | Une galaxie spirale à la forme singulière.                                                                    |
|       | AM 0808-490          | NGC 2547                             | Voiles         | Un amas ouvert.                                                                                               |
|       | AM 1004-401          | Nébuleuse aux huit éclats (NGC 3132) | Voiles         | Une nébuleuse planétaire.                                                                                     |
|       | AM 1034-272          | NGC 3314 (A & B)                     | Hydre          | Une paire de galaxies dont l'image des deux composantes se superpose vu depuis la Terre.                      |
|       | AM 1718-382          | NGC 6337                             | Scorpion       | Une nébuleuse planétaire.                                                                                     |
|       | AM 1914-603          | NGC 6769 & NGC 6770                  | Paon           | Une paire de galaxies spirales en interaction.                                                                |
|       | AM 1957-471          | NGC 6845                             | Télescope      | Un groupe de galaxies en interaction.                                                                         |
|       | AM 2011-705          | NGC 6872 & IC 4970                   | Paon           | Une paire de galaxies en interaction. NGC 6872 est à ce jour l'une des plus vastes galaxies spirales connues. |
|       | AM 2026-424          | PGC 64801 & PGC 64805                | Microscope     | Une paire de galaxies en interaction.                                                                         |